# Léo Battesti
Pour les articles homonymes, voir Battesti.
Léo Battesti, né à Bastia (Haute-Corse) le 6 novembre 1953 , est un exmilitant se réclamant du nationalisme corse, puis homme politique, journaliste et ancien vice-président de la Fédération française des échecs. Il a fondé la Ligue corse des échecs en 1998 et en a été le président jusqu'en 2020.

## Biographie

### Vie privée et formation
Léo Battesti nait le 6 novembre 1953 à Bastia, de parents originaires de Venaco. Il est marié et père de deux enfants.[réf. souhaitée] Il est titulaire d'une maîtrise de droit de l'Université Paris-Sorbonne.[réf. nécessaire]

### Militant autonomiste
Il débute sa vie militante dans plusieurs organisations du nationalisme corse. En 1975, il adhère à l'ARC, puis il occupe de 1976 à 1978 la fonction de secrétaire général de la Cunsulta di i Studienti Corsi (CSC) — le syndicat des étudiants corses à Nice. Engagé dans la lutte pour l'autodétermination de la Corse, il fait partie des militants présents lors des évènements d’Aléria le 21 août 1975, évènements considérés comme l'acte fondateur du nationalisme corse. L'année suivante, il participe à la création du Front de libération nationale corse (FLNC).
Il est arrêté pour avoir préparé un attentat en 1978. Déféré devant la Cour de sûreté de l'État, il fait l’objet d'une procédure judiciaire particulière à l'issue de laquelle il est condamné à neuf ans de prison, puis il est amnistié en 1981,,. C'est en prison qu'il apprend à jouer aux échecs.
De retour en Corse, il est journaliste de 1981 à 1992 et devient le rédacteur en chef de l'hebdomadaire corse U Ribombu, avant de participer à la fondation de Paese, avec Jérôme Ferrari, et d'Agora[réf. nécessaire].
En 1986, il est élu conseiller territorial à l'Assemblée de Corse, appartenant au groupe Muvimentu Corsu pa l'Autoderterminazione présidé par Alain Orsoni puis en 1988 dans le groupe Cuncolta Naziunalista du même Orsoni. Le 12 avril 1988, sa voiture est détruite par un cocktail molotov, il accuse les membres du MASC (le mouvement anti-séparatiste corse) d'en être à l'origine. Il est vice-président de la Commission Culture et des Sports de 1990 à 1992. Il a également été membre du conseil de la ville de Bastia entre 1988 et 1992.[réf. nécessaire]
En 1992, il démissionne de tous ses mandats électifs et appelle à la dissolution des organisations clandestines corses pour s'engager, selon ses termes, « dans un combat démocratique ». Il se déclare « pour la disparition de toute forme d'organisation clandestine » et appelle à rompre avec la violence et le racket. Cette démission s'accompagne d'une dénonciation des dérives clanistes du mouvement nationaliste.

## Contre le crime organisé
Léo Battesti est un des fondateurs du collectif anti-mafia Maffia No'-A Vita Iè, avec Jean-François Bernardini, chanteur du groupe I Muvrini. Ce collectif milite pour une loi de redistribution des "avoirs mafieux", comme celle mise en place en Italie.
En février 2024, il publie un ouvrage intitulé A mafia nò : en Corse, comment gagner le combat contre l'emprise mafieuse dans lequel il milite pour un système judiciaire efficace contre la mafia.

## Ligue corse des échecs
C'est par l'inscription de son fils dans un club d'échecs en 1997 qu'il commence à s'engager dans les échecs en Corse. L'année suivante, il fonde la Ligue corse des échecs (Lega corsa di Scacchi) et en devient le président. Avec au départ seulement 150 licenciés, la ligue en comptait 7 500 en 2017 pour une population de 330 000 habitants. Selon Léo Battesti, l'île battrait ainsi le record mondial de licenciés par nombre d'habitants.
En janvier 2005, il devient vice-président de la Fédération française des échecs, chargé de la communication, rédacteur en chef de la revue trimestrielle Échec et Mat.
Il est aussi producteur et réalisateur d'une émission TV consacrée aux échecs, Échec et mat.[réf. nécessaire]
Il fait en 2009 une apparition dans le film Joueuse de Caroline Bottaro, film sur le jeu d'échecs qui se déroule en Corse et qui a bénéficié de l'assistance de la Fédération française des échecs.
Candidat à la présidence de la Fédération française des échecs, il perd par 17 voix d'écart (sur 2136 inscrits) contre Diego Salazar le 31 mars 2013. Il estime avoir été victime d'une « campagne de dénigrement » et annonce alors qu'il démissionne de toutes ses fonctions au sein de la FFE, souhaitant se « concentrer sur la Corse. » Il reste président de la Ligue corse des échecs jusqu'en décembre 2020, date à laquelle il passe la main une équipe composée de jeunes membres formés au sein de la Ligue et présidée par Akkhavanh Vilaisarn.